# Tribalus acceptus
Tribalus acceptus är en skalbaggsart som beskrevs av Sylvain Auguste de Marseul 1864. Tribalus acceptus ingår i släktet Tribalus och familjen stumpbaggar. Inga underarter finns listade i Catalogue of Life.